# Martin Dammann
Martin Dammann (* 1965 in Friedrichshafen) ist ein deutscher Maler, Foto- und Videokünstler sowie Buchautor. Er arbeitet meist mit Aquarellbildern, die als Motivursprung eine Fotografie haben.

## Biografie
Nach dem Abitur studierte Dammann von 1988 bis 1992 an der Hochschule für Künste in Bremen bei W. Schmitz und R. Thiele. 1992 wechselte er an die Hochschule für Künste nach Berlin und studierte dort bis 1994 bei K. H. Hödicke bzw. 1995 bei Katharina Sieverding.
1995 erhielt er das Elsa-Neumann-Stipendium des Landes Berlin (NaFöG), sowie 1997 ein Auslandsstipendium der DAAD für London. Während dieser Zeit arbeitete Dammann u. a. auch für das „Archive of Modern Conflict“, und begann eine Sammlung von Amateurfotografien von Soldaten aus dem Ersten und Zweiten Weltkrieg zu sammeln. Seine Sammlung umfasst inzwischen nach eigenen Angaben über 4 Millionen Artefakte. Aus dieser Sammlung fasste er 2018 ein von der Öffentlichkeit vielbeachtetes Buch zusammen, das das Thema „Crossdressing in der Wehrmacht“ während des Zweiten Weltkrieges beleuchtete.
Dammann lebt und arbeitet in Berlin.

## Ausstellungen
Martin Dammanns Werke waren u. a. im Museum Folkwang, Essen (2001), in der Konrad-Adenauer-Stiftung, Berlin (2002) und an der  53. Biennale in Venedig (2009) zu sehen. Er nahm 1997 am Projekt Hybrid WorkSpace der Documenta X und der Werkleitz Biennale teil.
Im Jahr 2009 zeigte er seine Arbeiten in einer Überblicksausstellung (Fremde Freunde) in der Kunsthalle Recklinghausen.

### Einzelausstellungen (Auswahl)
- 2017: Kein schöner Land, Galerie Barbara Thumm, Berlin
- 2015: Zum Resultat beruhigter Tumult, Kunsthalle Nürnberg
- 2005: Vanishing Point, Georg Kargl Fine Arts, Wien

### Gruppenausstellungen (Auswahl)
- 2015: Fire and Forget. On Violence, KW Institute for Contemporary Art, Berlin
- 2013: Donation Florence et Daniel Guerlain, Centre Pompidou, Paris
- 2013: Goodbye Paradise – Landschaftsbilder gestern und heute, Kunsthalle Osnabrück
- 2000: Elisabetta Benassi and Martin Dammann, Museum of Modern Art, PS1, New York